# Adolf Reinecke

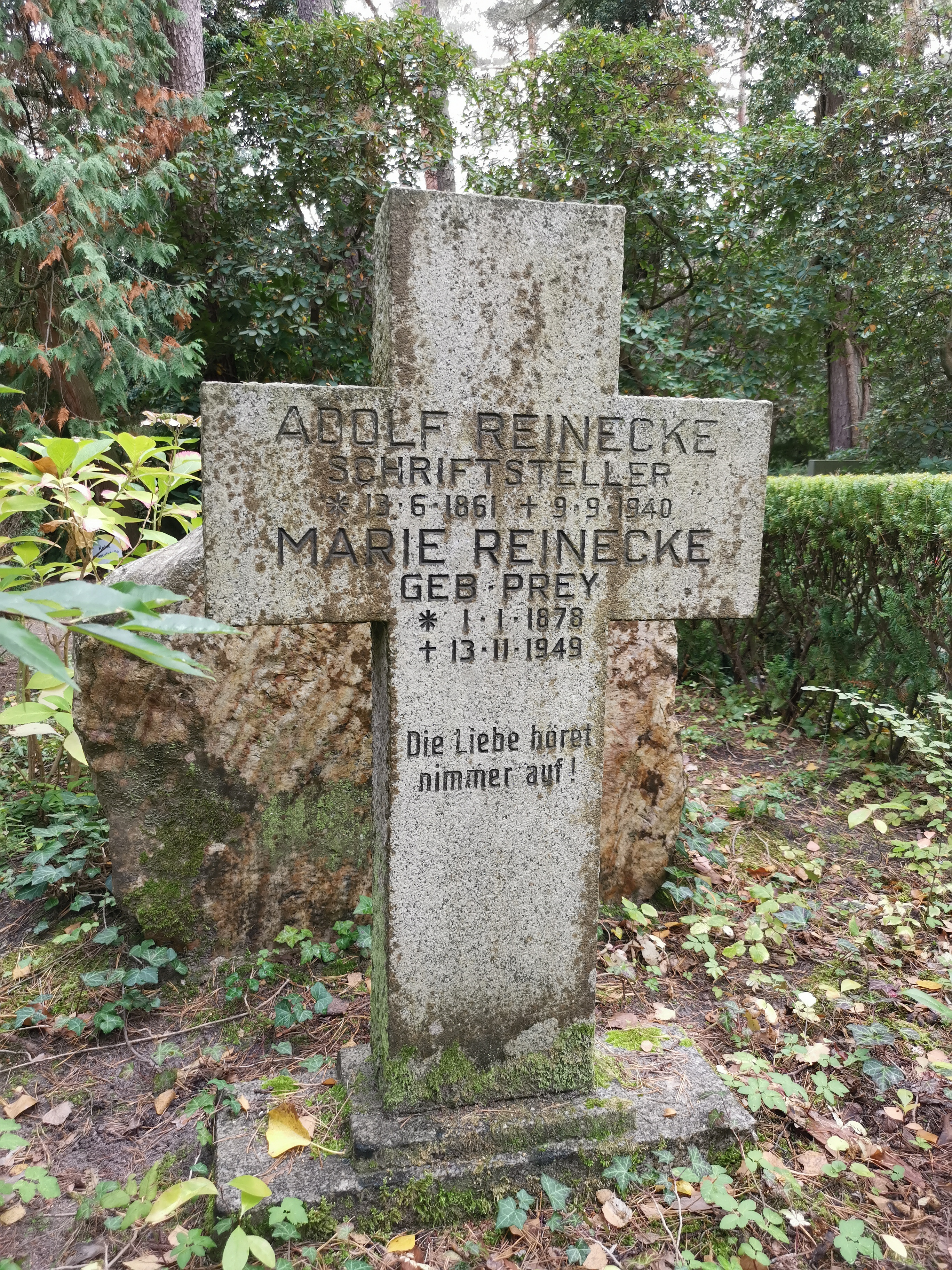
Grabstätte auf dem Waldfriedhof Kleinmachnow

Adolf Ferdinand Ludwig Reinecke (* 13. Juni 1861 in Berlin; † 9. September 1940 ebenda) war ein deutscher Publizist, Erzähler, Dramatiker und der Oberkorrektor der Reichsdruckerei. Er zählte neben Houston Stewart Chamberlain, Paul de Lagarde, Karl Ludwig Schemann, Philipp Stauff, Theodor Fritsch, Friedrich Lienhard, Adolf Bartels und anderen zu den frühen Vordenkern und Akteuren völkischer Zirkel der Wilhelminischen Zeit.
Adolf Reinecke gründete 1887 den Berliner Zweig des Deutschen Sprachvereins und im Rahmen des Antiqua-Fraktur-Streits 1890 den Allgemeinen Deutschen Schriftverein, einen Gegenverein zum Verein für Altschrift. Beide Gründungen gingen 1898 über in den Alldeutschen Sprach- und Schriftverein. Reinecke war der Herausgeber der Mitteilungen des Allgemeinen Deutschen Schriftvereins und der Mitteilungen des Deutschen Sprachvereins Berlin. Zudem gab er die Tageszeitung Frei-Deutschland sowie die Zeitschrift Heimdall. Zeitschrift für reines Deutschtum und All-Deutschtum heraus.
Reinecke vertrat einen extremen, rassenideologisch und antisemitisch untermauerten Expansionismus mit dem Ziel einer deutschen Besiedelung Zentral- und Osteuropas unter Zuhilfenahme von „Rassen-Veredelung“ und durch die „Befreiung von der Judenplage“. Er forderte schon 1903 die Weltherrschaft der sogenannten „Arier“ unter dem Zeichen des Hakenkreuzes.
Sein Grab befindet sich auf dem Waldfriedhof Kleinmachnow.

## Veröffentlichungen
- Verdeutschungs-Wörterbuch der Kunst- und Geschäftssprache des deutschen Buchhandels und der verwandten Gebiete. Berlin: Reinecke, 1886.
- Nachteile und Mißstände der Fremdwörterei, sowie Mittel zu ihrer Bekämpfung. Betrachtungen und Erwägungen. Berlin: Reinecke, 1888.
- Die Sprache des Buchhandels und der Schriftstellerei. Berlin: Hempel, 1890. (Mit 2. Auflage 1907 bei Uhl Leipzig.)
- Deutsche Bestrebungen zur Erneuerung des Volkstums. Berlin: Deutsche Geschäftsstelle, 1892.
- Deutsche Wiedergeburt. Grundlegende Baustücke zur Jungdeutschen Bewegung. Lindau: Thoma, 1901.
- Kleiner deutsch-völkischer Leitfaden. Nebst Mitglieder-Liste der Berliner und Vororts-Mitglieder des Alldeutschen Sprach- und Schriftvereins. Verlag des Alldeutschen Sprach- und Schriftvereins, Berlin 1901.
- Die deutsche Buchstabenschrift. Ihre Entstehung und Entwickelung, ihre Zweckmäßigkeit und völkische Bedeutung. Hasert, Leipzig-Borsdorf 1910.
- Wie wird der Weltkrieg die Landkarte gestalten? Eine Mahnung an die Deutschen. Leipzig-Borsdorf: Hasert, 1915.
- Die Deutschkirche. Duisburg: D.S. Verlags-Gemeinschaft, 1921.
- Der Erlöser-Kaiser. Erzählung aus Deutschlands Zukunft und von seiner Wiedergeburt. Stade: Heimberg, 1923.
- Armin – Siegfried. Das Drama des Deutschen in 5 Akten. Leipzig: Weicher, 1928.
- Herausgeber (1890–1894): Mitteilungen des Allgemeinen Deutschen Schriftvereins.
- Herausgeber (1890–1894): Mitteilungen des Deutschen Sprachvereins Berlin.
- Herausgeber (1894–1896): Frei-Deutschland.
- Herausgeber (1896–?): Heimdall. Zeitschrift für reines Deutschtum und All-Deutschtum.